# Фор-д’Обервилье (станция метро)
Фор-д'Обервилье (фр. Fort d'Aubervilliers) — станция линии 7 Парижского метрополитена, расположенная в коммуне Обервилье департамента Сен-Сен-Дени, рядом с её границей с коммунами Пантен, Бобиньи и Ла-Курнёв. Названа в память об одном из 16 фортов, сооружённом в 1843 году для создания дальнего оборонительного рубежа Парижа за пределами стены Тьера.

## История
- Станция открылась 4 октября 1979 года в составе пускового участка Порт-де-ля-Виллет — Фор д'Обервилье, ставшего вторым участком линии 7, построенным за пределами Парижа. До 6 мая 1987 года станция была конечной.
- Пассажиропоток по станции по входу в 2011 году, по данным RATP, составил 3 455 421 человек[2]. В 2013 году этот показатель вырос до 3 927 340 пассажиров (126-е место по уровню входного пассажиропотока в Парижском метро)[3].

## Перспективы
К 2030 году планируется сооружение пересадочного узла с проектируемой линией 15, сооружаемой в рамках проекта Гранд Пари Экспресс..

## Галерея

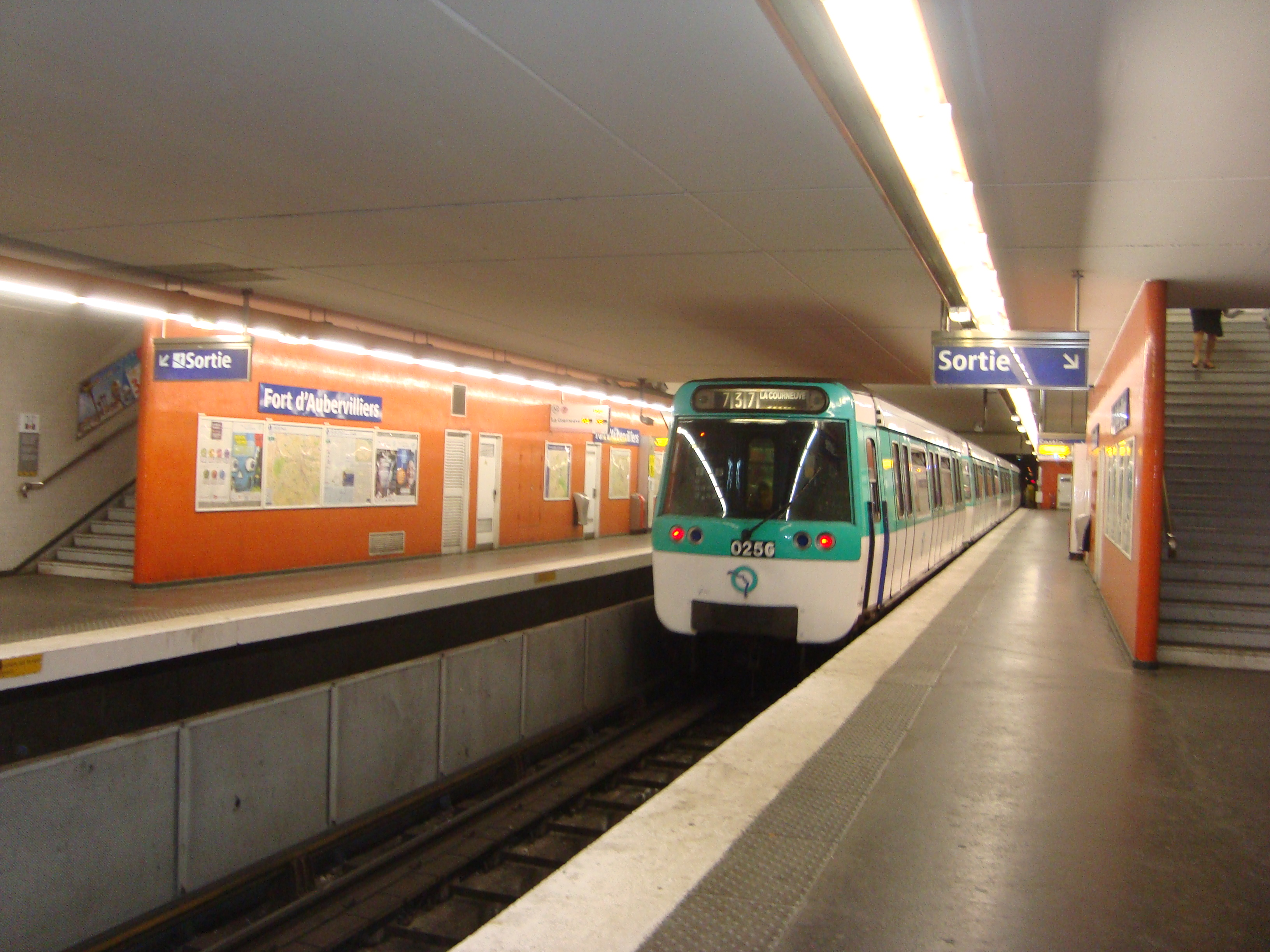
Состави модели MF 77 на станции
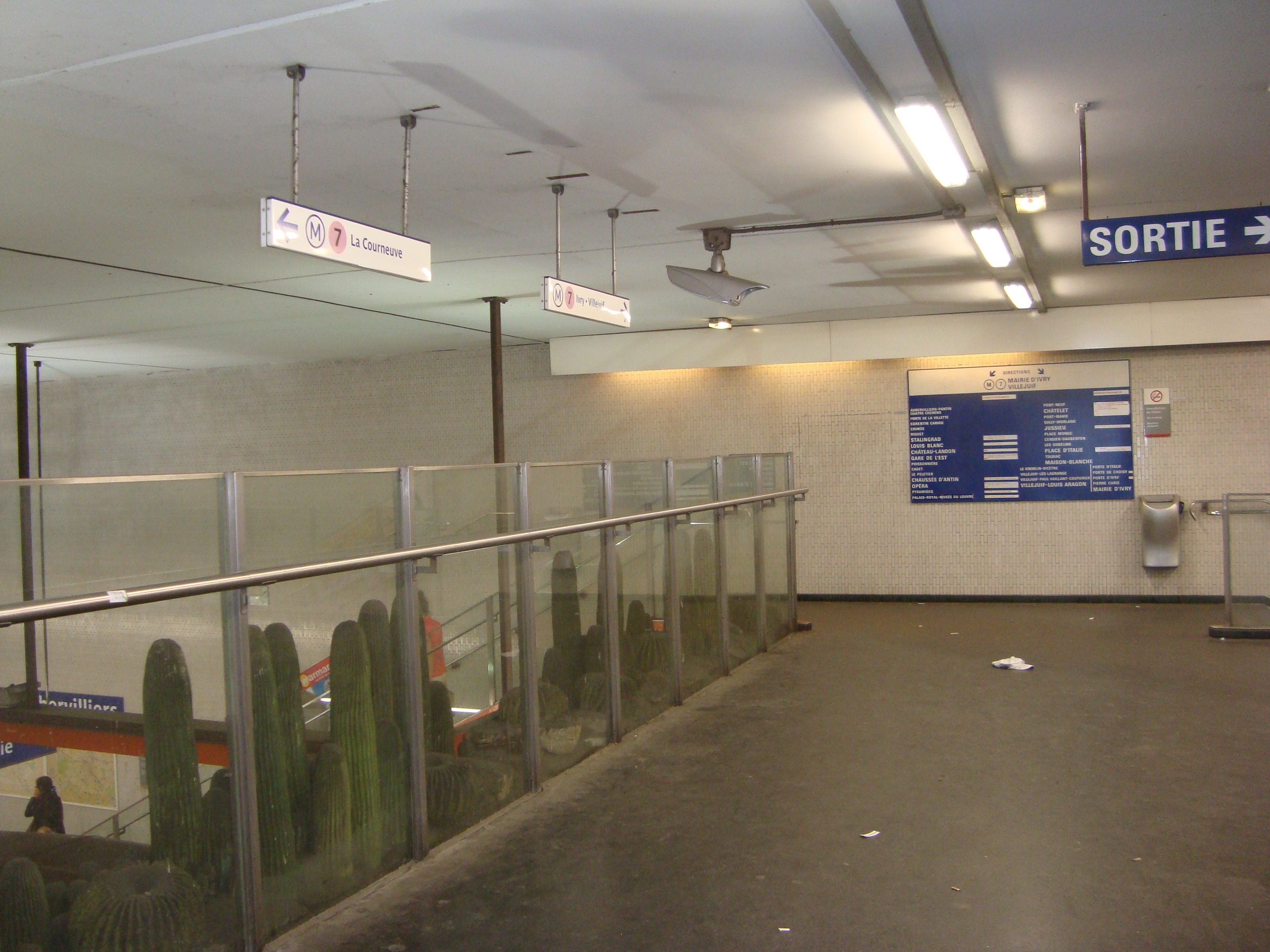
Мезанин станции